# ニュートン式望遠鏡

光路図。この図では天体の光は左側から届いている。

アイピースの中まで光路を描いた図。この図では天体の光は右側から届いている。

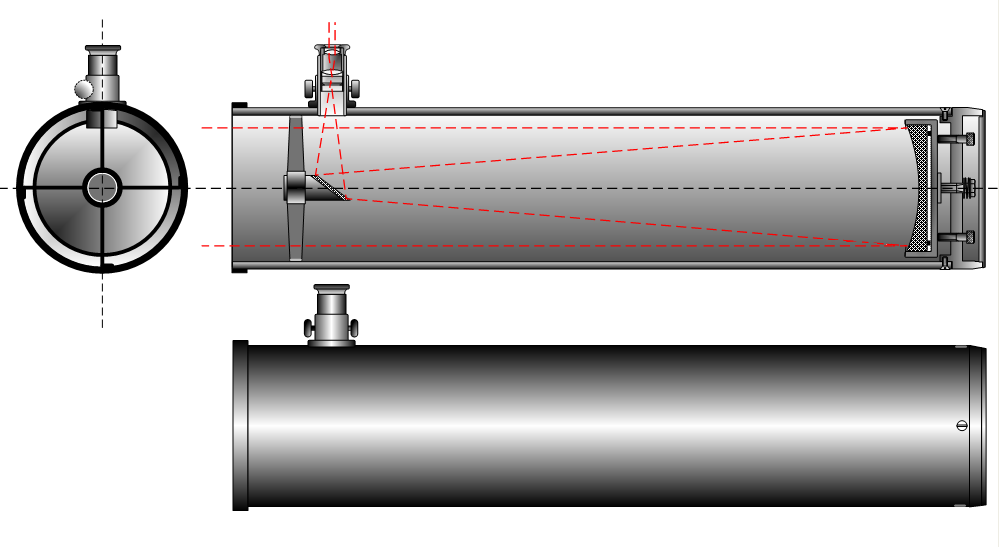
アマチュア向けのニュートン式望遠鏡の構造図の例。（筒の底に主鏡が直接貼り付けてあるわけではなく）主鏡の角度（や曲率など）を微調整するための構造もあることが分かる。

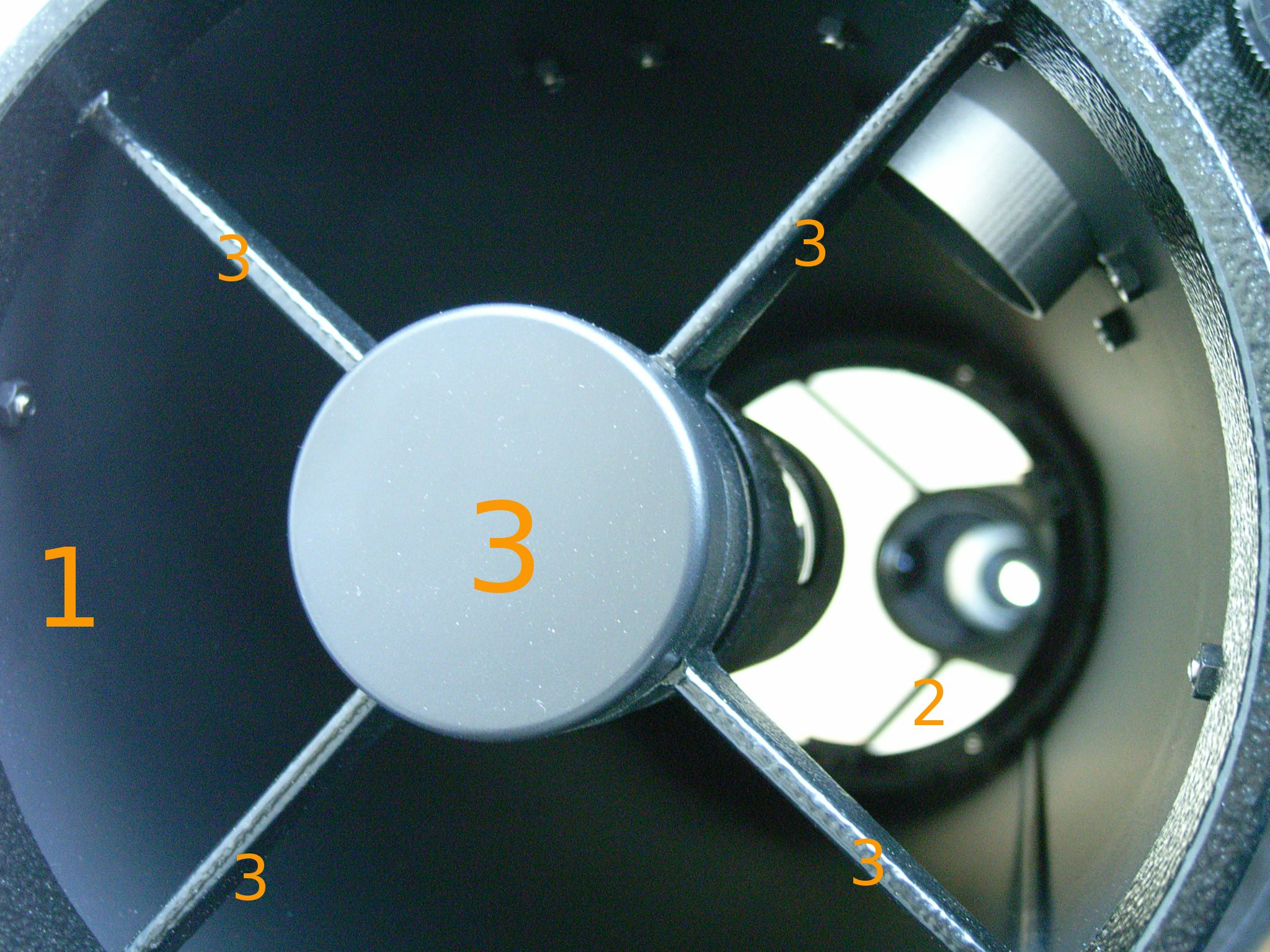
副鏡を筒の真ん中（中心軸上）に配置する構造、しくみが分かる写真。筒の先端側からのぞきこんだ写真。1.筒（の内側の面）。2.主鏡。3. 副鏡の支持体（英語では、diagonal mirror supportやspider supportなどと呼ぶ。）

ニュートン式望遠鏡（ニュートンしきぼうえんきょう、Newtonian telescopeあるいはNewtonian reflector）は、アイザック・ニュートンにより考案された反射望遠鏡の一形式であり、筒の一方（先端側）には何もなく開放状態で、反対側（筒の底側）にガラス（など）を磨いて凹面にした鏡（「主鏡」）があり、主鏡で反射され集められた光が焦点を結ぶ少し手前に斜めに配置した平面的な鏡（「副鏡」）を置き、光を直角方向に（反射させて）筒の外に出し、接眼レンズで拡大して目で見る方式の望遠鏡。

## 概要
アイザック・ニュートンによって考案され1668年に第一号機が製作され、当時、ケプラー式よりも性能が良くて好評となり、その後 広く普及することになった方式の望遠鏡である。
凹面鏡は（理想的には）放物面であるが、口径が大きくなく焦点距離が長い場合は球面との差はごくわずかであり、放物面にするのに非常にコストがかかるので、球面鏡を採用している市販品も多い。
「副鏡」は光軸に対して45度傾けてあるため「斜鏡」とも言い、その角度に配置された時に（筒の側面から見て、見かけ上）真円に見えるような楕円である。
主鏡・斜鏡ともアルミニウムなどで金属メッキしてある。高級品では熱膨張の少ないパイレックスなど耐熱ガラスを使う場合がある。
色収差がない特長を生かすため、一般に色収差の少ない高級な接眼レンズが使われる。
- 現代のニュートン式望遠鏡の中でも手ごろなサイズのものを並べてみた写真。このサイズのものは、普段は室内に置いておいて、観測時だけ気軽にヒョイとかついで庭や野外などに出て観測したり、乗用車のトランクや後部座席に積んで移動先で観測することができる。
- 天文台に恒久的に設置されたニュートン式望遠鏡の一例。
- 近年流行している、筒を使わずトラス構造のフレームで組むようにして自作したニュートン式望遠鏡の一例。原理や光路は全く同じである。

## 発明と製作

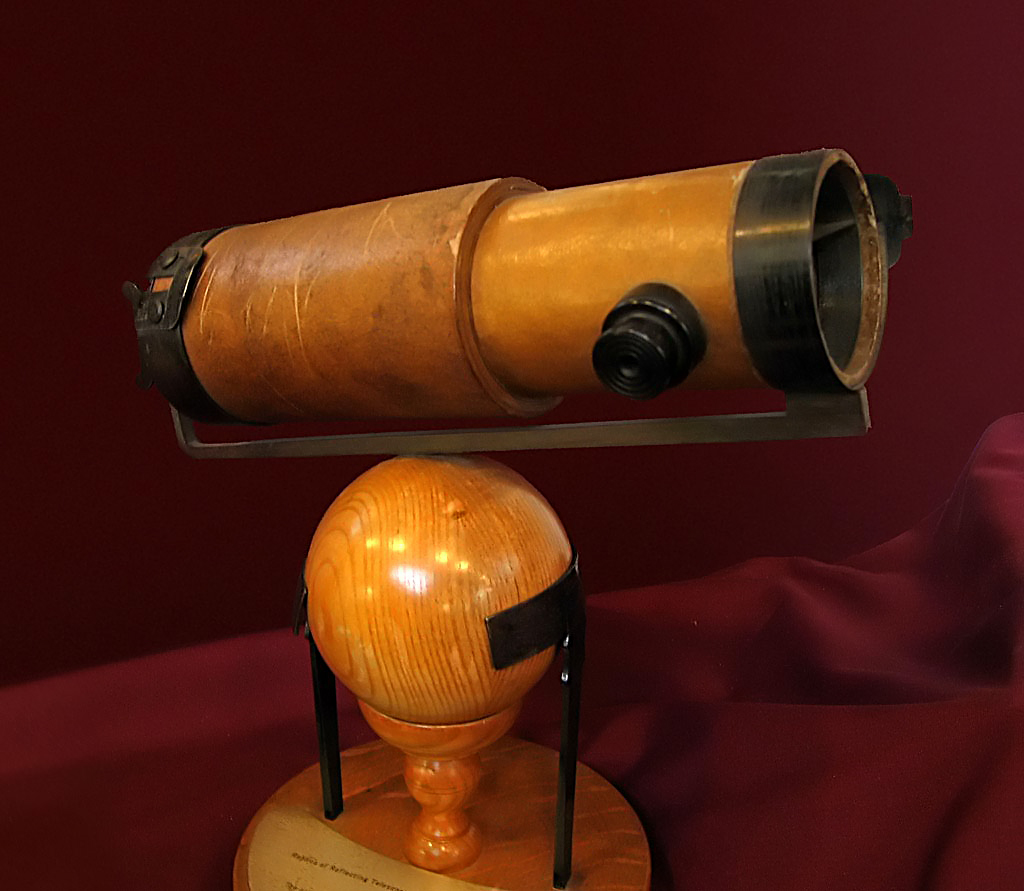
王立協会所有の模造品

アイザック・ニュートンは色収差の補正が不可能であると考えて、屈折望遠鏡に未来はないと判断し、反射望遠鏡の開発に取り組み、凹面主鏡と、傾いた斜鏡の組み合わせによる望遠鏡を発明した。
発明
「鏡を組み合わせて望遠鏡を作る」というアイディアならばすでにスコットランドのグレゴリーによって提案されていたが（グレゴリー式望遠鏡）、グレゴリーのアイディアというのは（当時は）現実味がなかった。鏡にあけた穴から人が覗き込む、というものだったので製作は困難だったのである。ニュートンはグレゴリーの案の問題点を解決すべくスケッチ（素描）を描き、鏡を斜めに配置し（鏡に穴をあけるのではなく）筒の側面に穴をあけアイピースを配置する、という案にたどりついた。ここがニュートンの発明なのである。
製作開始、困難、完成。仕上がりの状態。
ニュートンはこのアイディアを実際に試すことを決意した。この段階では、ニュートンが少年時代に親しんだ模型づくりの技術が役に立つことになった。
とは言え、眼の前には困難な課題が山積みの状態だった。凹面鏡やレンズといったものまで、すべて自作しなければならなかったのである。当時は現代と違って、科学用器具のカタログ販売や店舗販売などというものは無かったのである。
凹面主鏡はピッチ盤に酸化錫をつけて研磨することで実現した。1668年に第一号機を完成。実際に製作され完成した反射望遠鏡としてはこれが世界初である。それまで誰ひとりとして実現できていなかった「反射望遠鏡」というものを、実際に製作してみせた（現実化してみせた）というところもニュートンの大きな成果である。
ニュートン自身の著作『光学』によれば、鏡は銅と錫の合金に銀を少し混ぜた金属鏡であり、主鏡直径は2インチ（以降in）=約50.8ミリメートル（以降mm）、厚さ約1/3in（約8.5mm）、焦点距離は6.25in（約158.8mm）。A.ケーニヒ『望遠鏡と測距儀』では口径34mm、焦点距離159mm、倍率38倍となっているが、この食い違いについて吉田正太郎は「鏡径2インチ、焦点距離6.25インチではF3.125ですから、当時の技術では放物面の研磨は不可能にちかい」「よく磨けた部分だけを、直径38mmに絞ったのかもしれません」と推測している。
一般にニュートン式の斜鏡は45度であることが多いがこの時には斜鏡の傾きは正確な45度ではなく、またピント調整は蝶ネジで主鏡を動かす点が特徴的である。
なお王立協会が所有している、大きな球関節に取り付けた望遠鏡の写真をよく見かけるが、これは1766年にヒース・アンド・ウィングが製作した模造品であることが1980年頃に判明している。1978年にイギリス1ポンド紙幣の図柄になったのもこの模造品である。
なお、この最初の製品で何を見たという記録は残っていない、とも。ニュートンは惑星の観測を行った、とも。
性能の良さと反響
出来上がった反射望遠鏡は大成功の出来栄えであった。とてもコンパクトで、わずか8インチのサイズだったのに、旧来のレンズを組み合わせた方式の長くて大きな望遠鏡よりも、むしろ鮮明で大きな像が見えたのである。ニュートンはその性能の良さをバロー（Dr.Barrow）にデモンストレーションしてみせた。バローは1671年にこの反射望遠鏡をロンドンに持ってゆき、何人かの要人に見せた。その中には、イングランド国王のチャールズ2世もいた。チャールズ2世は科学の進歩についてゆくことを切望していたのである。
1671年には改良した第二号機を製作し1672年王立協会の例会に提出し説明をし、1672年3月25日号の会報に掲載され、非常な好成績を収めたためニュートンが会員に推薦される理由となった。

## その後
1722年になってジョン・ハドリーが口径15cm焦点距離150cmを製作、これが当時使われていた口径15cm、焦点距離40mの空気望遠鏡と同じ性能を持っていると実証されたため、この後反射望遠鏡が非常に発達した。この望遠鏡は現代とほとんど同じ経緯台式架台に搭載されていたが、平面副鏡と接眼レンズが一体として動いて合焦させるという、光学精度の面から見れば未成熟な構造である。

## 天体望遠鏡の中での位置づけと特徴
天体望遠鏡として最も一般的で、代表的な存在
副鏡が平面であり、カセグレン式望遠鏡のように鏡に穴をあける必要がないため他の反射望遠鏡との比較では製作や、光軸合わせが容易であり、接眼レンズを使用し実視で観測する場合には一番広く使われている形式である。
特徴
経緯台式架台に載せる場合、接眼レンズは常に水平に覗けるので楽な姿勢で観測できる。赤道儀式架台に載せる場合は接眼レンズの向きが変化するので、その軸の回りに鏡筒を回転させる構造になっていた方が良い。

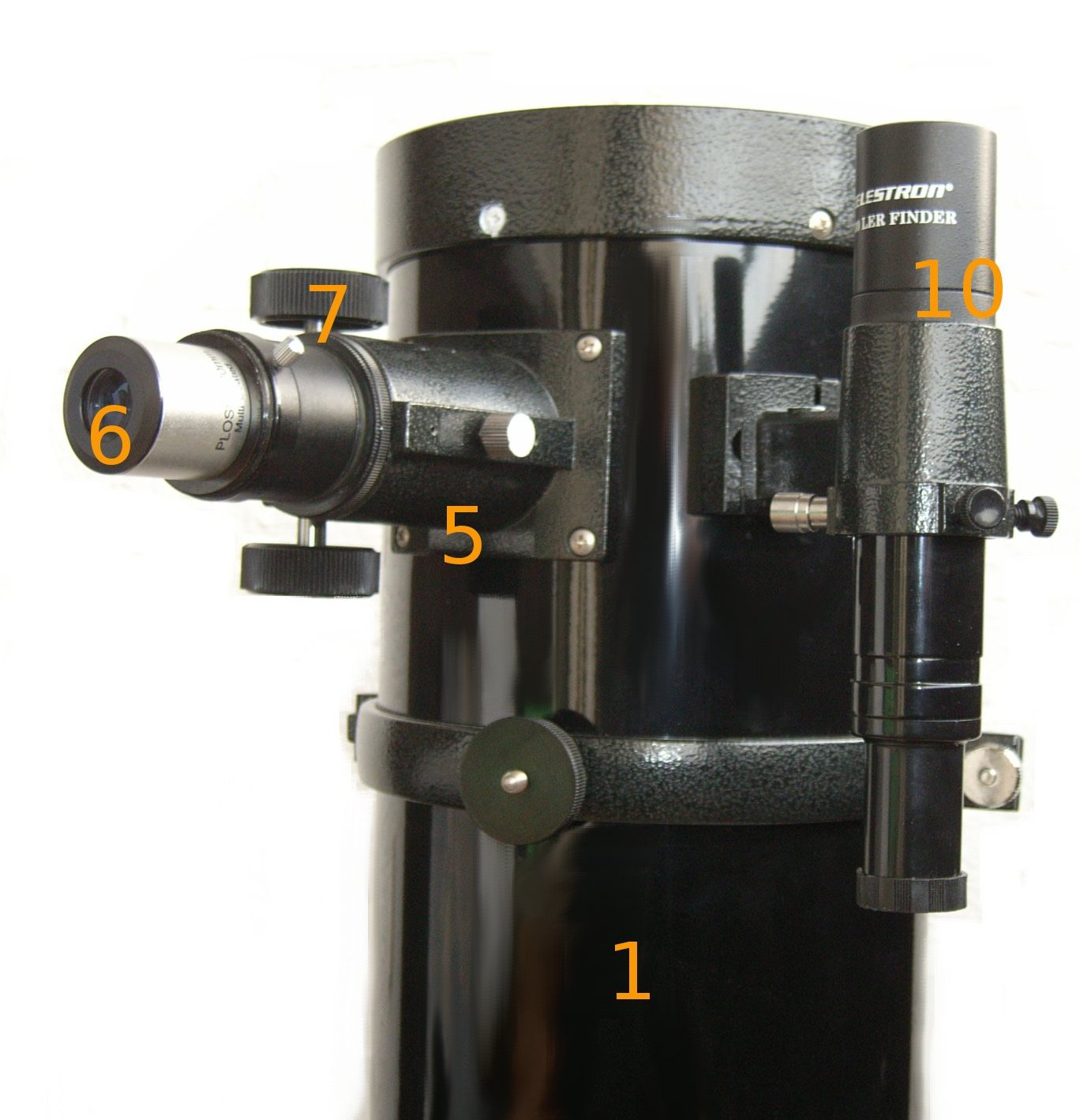
「ファインダー」とは、目的の天体を望遠鏡の視野内に導くための、視野が広い（低倍率の）、補助的な望遠鏡。この写真では「10」と番号がふってある。

観測する方向と接眼レンズを覗く方向が違うため（ニュートン式望遠鏡の場合は）ファインダーは必須である。
ケプラー式望遠鏡との比較
屈折望遠鏡の代表的存在とされるケプラー式望遠鏡との比較では大口径の製品を安価に制作でき、口径60mmのケプラー式望遠鏡と同じような価格で100mmのニュートン式望遠鏡が購入できる。口径が同じならば三脚が低く済むため小型になる。天頂付近の観測姿勢が楽。
同じ口径ならケプラー式望遠鏡の方が安定して見えるという意見もある。筒の片方が開放なので筒中と外気温に差があると気流が起きて像の見え方が悪くなるため、冬の寒い時は観望1時間ほど前に庭に出して据えておいた方が良い。対物レンズの出来が悪いケプラー式望遠鏡は絞って使えば何とかなるが、主鏡の出来が悪いニュートン式望遠鏡はどうしようもない。天体に対し横向きで観望するため、慣れないと天体を探すのは困難である。
注意点
この望遠鏡は大型の場合、特に天頂付近を見る場合、観測者の地面や床面からの位置が高くなる。そうなると補助的な構造物が必要となったり、転落しないように注意も必要となる場合がある。
- 1873年の、かなり大型のニュートン式望遠鏡の例。アイピースを覗き込むために専用の塔を構築した例。
- 最近の大きなサイズの例で、アイピース（接眼レンズ）をのぞきこむために梯子を用意した例。天体観測は基本的に周囲が暗い時にするものなのでただでさえ モノにつまづいたりしがちであるが、こういうやり方の場合、うっかり転倒・転落・骨折などしないよう、注意が必要。

## 下位分類
一般に架台というのは任意であり、赤道儀式架台にのせてもよいし、素朴な2軸式の架台にのせてもよいし、1軸の架台にのせてもよいし、（ニュートンが製作したもののレプリカのように）球状の「自在ジョイント」にのせてもよいわけであるが、ニュートン式望遠鏡のうち、特に経緯台式架台（大砲の架台にあるような、軸がただひとつの架台）をもつものは特に「ドブソニアン望遠鏡」と分類（下位分類）されている。ドブソニアン望遠鏡も光学的な原理はニュートン式望遠鏡そのものなので、ニュートン式望遠鏡の一種である。

## ギャラリー
さまざまな架台
- 赤道儀式架台に乗せた、アマチュア用市販品の構造図。
- アマチュアが自作した150mmのニュートン式望遠鏡。2軸の架台に乗せている例。
- やはりアマチュア自作のニュートン式望遠鏡。2軸の架台に乗せている例。
- 架台に着目すると、大砲の1軸の架台のようで「ドブソニアン望遠鏡」と下位分類される。望遠鏡自体はトラスで組んでいる。
- 球形のボディとシンプルな凹型の架台の組み合わせで、自在に向きを変えられるニュートン式望遠鏡。1976年～2013年に「Astroscan」という名で市販されていたもの。
- 小型コンピュータを用いて向きを数値制御し、天体の自動追尾が可能なニュートン式望遠鏡（の一部）。